# Искусственные слёзы
Иску́сственные слёзы представляют собой смазывающие глазные капли, применяющиеся для лечения сухости и раздражения, связанных с дефицитом выработки слёз при сухом кератоконъюнктивите (синдроме сухого глаза), а также в рамках слёзозаместительной терапии после стихания острых воспалительных явлений.
Они также используются для увлажнения контактных линз и при глазных осмотрах.
Искусственные слёзы относятся к безрецептурным лекарственным средствам. При синдроме сухого глаза от средней до тяжелой степени искусственные слёзы дополняют другими препаратами.

## Состав
Препараты искусственной слёзы содержат карбоксиметилцеллюлозу, поливиниловый спирт, метилоксипропилцеллюлозу (также известную как ГПМЦ или гипромеллоза), гидроксипропилцеллюлозу, гиалуроновую кислоту (также известную как гиалуронан), TS-полисахарид (полисахарид семян тамаринда) и другие полисахариды.
Они также содержат воду, соли и полимеры, но не содержат протеинов, присутствующих в естественных слёзах. Пациентам, использующим их чаще, чем один раз каждые 3 часа, рекомендуется выбирать марку без консервантов или с нераздражающими консервантами.
Заведующий лечебно-диагностическим отделением ФГБУ МНТК «Микрохирургия глаза» им. акад. С. Н. Фёдорова Минздравсоцразвития РФ (Новосибирский филиал) Петр Гарриевич Нагорский приводит следующую классификацию препаратов искусственной слёзы по составу:
- Производные целлюлозы;
- Препараты, содержащие гиалуроновую кислоту;
- Препараты на основе карбомера или поливинилового спирта;
- Препараты с несколькими увлажнителями различного действия[6].

## Влияние
Нанесение искусственных слёз каждые несколько часов (до 6 раз в день) может обеспечить облегчение симптомов синдрома сухого глаза.
Гидроксипропилцеллюлоза стабилизирует и утолщает прекорнеальную слёзную плёнку и продлевает время разрыва слёзной пленки.

## Применение
Искусственные слёзы обычно представляют собой терапию первой линии для синдрома сухого глаза. В то время как легкие случаи требуют нанесения смазывающих капель четыре раза в день, тяжелые случаи требуют более агрессивного лечения, такого как нанесение капель от десяти до двенадцати раз в день. В тяжелых случаях можно использовать более густые искусственные слёзы, хотя они могут временно затуманить зрение.

## Алгоритм выбора слезозаместительной терапии[9]
Выбор препарата «искусственной слезы» зависит от патогенеза синдрома сухого глаза, тяжести его клинического течения и наличия сопутствующей патологии роговицы и конъюнктивы у конкретного больного. Патогенетическая ориентация слезозаместительной терапии базируется на устранении причины нарушения стабильности слезной пленки. При дефиците ее муцинового компонента эффективны слезозаменители на основе гиалуроновой кислоты и других природных полисахаридов, а также карбоксиметилцеллюлозы. Водный слой может быть протезирован любым слезозаменителем низкой, средней и высокой вязкости, а липидный - препаратами Катионорм или Систейн Баланс.
Тяжесть ксеротического процесса определяет приверженность больного препаратам различной вязкости: при легкой и крайне тяжелой форме ксероза наиболее эффективны бесконсервантные составы низкой вязкости, при средней и тяжелой - соответственно, высокой вязкости и гели.
Препараты «искусственной слезы», содержащие дополнительные (метаболические, противовоспалительные, антиоксидантные, осмопротекторные и пр.) лекарственные ингредиенты, показаны при соответствующей сопутствующей патологии роговицы и конъюнктивы.

## Меры предосторожности
Капли для лечения покраснения глаз могут сделать глаза суше. При ношении контактных линз следует использовать увлажняющие или смазывающие капли, специально предназначенные для контактных линз. Одним из эффективных средств увлажнения является гиалуроновая кислота, она повышает стабильность слёзной плёнки и способствует значительному, устойчивому уменьшению симптомов сухости глаз. В мире существует большое количество препаратов для лечения синдрома сухого глаза. Назначаются врачом после обследования для исключения другой патологии и пояснения дополнительных мер самопомощи.

## Нежелательные эффекты, взаимодействия и противопоказания
Возможные нежелательные эффекты карбоксиметилцеллюлозы и аналогичных лубрикантов включают:
- боль в глазах,
- раздражение,
- непроходящую красноту,
- изменения зрения[1]. Использование следует прекратить, если появляются какие-либо из них[1].

Побочные эффекты гидроксипропилцеллюлозы включают:
- гиперемию,
- светобоязнь,
- слипание ресниц,
- дискомфорт,
- раздражение[1].

Однако общий профиль побочных эффектов искусственных слёз очень низкий.
О взаимодействиях искусственных слёз c другими веществами не сообщается. Документально подтверждённым противопоказанием искусственных слёз является гиперчувствительность.

## Ветеринарное применение
Искусственные слёзы являются частью топической терапии сухого конъюнктивита у собак, кошек и лошадей.